# Dictyospermum ovalifolium
Dictyospermum ovalifolium là một loài thực vật có hoa trong họ Commelinaceae. Loài này được Wight mô tả khoa học đầu tiên năm 1853.